# جورجي نيكوليتش
چورچي نيكوليتش (بالصربية: Ђорђе Николић) (مواليد 13 أبريل 1997) هو لاعب كرة قدم صربي يلعب كحارس مرمى لنادي بازل السويسري.

## روابط خارجية
- جورجي نيكوليتش على موقع الاتحاد الدولي (مؤرشف)  (الإنجليزية)
- جورجي نيكوليتش على موقع الاتحاد الأوربي (الإنجليزية)
- جورجي نيكوليتش على موقع قاعدة بيانات كرة القدم.إي يو (الإنجليزية)
- جورجي نيكوليتش على موقع Soccerbase.com (لاعب) (الإنجليزية)
- جورجي نيكوليتش على موقع Soccerway.com (الإنجليزية)
- جورجي نيكوليتش على موقع عالم كرة القدم.نت (الإنجليزية)
- جورجي نيكوليتش على موقع AS.com (الإسبانية)

- Đorđe Nikolić